# Helen Merrill (Theateragentin)
Helen Merrill (geboren 11. Mai 1918 in Köln; gestorben 17. August 1997 in New York City) war eine US-amerikanische Theateragentin. 

## Leben
Helen Merrill war das älteste von vier Kindern des Kölner US-amerikanisch-deutschen Architekten Theodor Merrill. Sie emigrierte 1939 mit ihrer Familie aus dem nationalsozialistischen Deutschland in die USA. In New York absolvierte sie eine Fotografenausbildung und eröffnete ein eigenes Studio als Theaterfotografin. Sie hatte eine zehn Jahre andauernde Beziehung zum einige Jahre jüngeren Schauspieler Anthony Perkins, der wiederum ihr bei der Einrichtung ihrer „Osgood Gallery“ in Manhattan finanziell behilflich war. Merrill gründete 1973 eine Theateragentur und kümmerte sich vornehmlich um Nachwuchsautoren des Off-Broadway-Theaters. Zu den von ihr vertretenen Dramatikern und Theatermachern gehörten Christopher Durang, María Irene Fornés, Richard Greenberg, Michael Greif, David Henry Hwang, Albert Innaurato, Ming Cho Lee und Paul Rudnick.
Merrill richtete im Alter eine Stiftung zur Förderung des Theaterautorennachwuchses ein, die vom New York Community Trust betreut wird.